# Шкапово
Шка́пово (рос. Шкапово, башк. Шкапов) — село у складі Біжбуляцького району Башкортостану, Росія. Входить до складу Михайловської сільської ради.
Населення — 4 особи (2010; 39 в 2002).
Національний склад:
- росіяни — 67 %
- чуваші — 26 %